# Šakiai

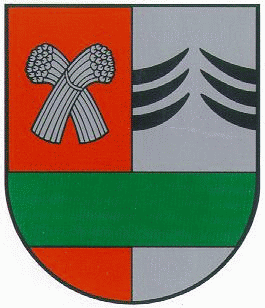
Brasão de armas de Šakiai.

Šakiai (pronunciaçãoⓘ) é uma cidade no Condado de Marijampolé, na Lituânia. Localiza-se à 65 km ao oeste de Kaunas. É presumido que Šakiai se expandiu primeiramente da vila Šakaičai. Em 1719, uma igreja em Šakiai foi construída. No século XIX, Šakiai já possuía direitos de cidade; também possuía uma escola, igrejas Católica e Luterana, uma sinagoga, e uma central postal. Durante a Segunda Guerra Mundial a cidade foi destruída pelo exército alemão. Entre as pessoas notáveis nascidas na cidade estava Zygmunt Kęstowicz, um ator polonês.